# The Impossible Mrs. Bellew
The Impossible Mrs. Bellew is een Amerikaanse dramafilm uit 1922 onder regie van Sam Wood. Destijds werd de film in Nederland uitgebracht onder de titel Een pikante vrouw. De film is wellicht zoekgeraakt.

## Verhaal
Lance Bellew houdt het met Naomi Templeton. Als hij zijn vrouw Betty samen ziet met een vriend, schiet hij hem niettemin dood uit jaloezie. Betty offert omwille van hun zoontje haar goede reputatie op en verklaart op het proces dat Lance hem heeft gedood om zijn eer te redden. De jury spreekt Lance vrij, maar de rechter beslist ook dat Betty als ontaarde moeder haar zoon niet meer mag zien. Ze vertrekt daarop naar Frankrijk, waar ze de auteur John Helstan leert kennen. De vader van John heeft bezwaren tegen de relatie en overtuigt Betty om het uit te maken. Op een feest laat Betty zich vervolgens verleiden door graaf Radistoff. John gaat daardoor denken dat ze een lichtekooi is. Intussen is Lance tot inkeer gekomen en zijn tante Agatha reist met hun zoontje naar Frankrijk. Ten slotte komt de waarheid aan het licht en John kan Betty op de valreep redden van de voze graaf.

## Rolverdeling
| Acteur             | Personage                 |
| ------------------ | ------------------------- |
| Gloria Swanson     | Betty Bellew              |
| Robert Cain        | Lance Bellew              |
| Conrad Nagel       | John Helstan              |
| Richard Wayne      | Jerry Woodruff            |
| Frank Elliott      | Graaf Radistoff           |
| Gertrude Astor     | Alice Granville           |
| June Elvidge       | Naomi Templeton           |
| Herbert Standing   | Dominee Helstan           |
| Michael D. Moore   | Lance Bellew jr. (4 jaar) |
| Pat Moore          | Lance Bellew jr. (6 jaar) |
| Pat Dunbar         | Tante Agatha              |
| Arthur Stuart Hull | Advocaat                  |
| Clarence Burton    | Detective                 |